# Glockenfriedhof
Glockenfriedhof ist die gebräuchliche Bezeichnung eines Platzes für Glocken, auf dem im Ersten und Zweiten Weltkrieg Kirchenglocken, Rathausglocken u. ä. im Zuge von sogenannten Glockenablieferungen gesammelt wurden. Glocken waren wegen ihrer Bronze kriegswichtiges Material und wurden während des Ersten und Zweiten Weltkrieges zuerst freiwillig abgegeben, dann zwangsweise eingezogen. In Deutschland waren sie Teil der sogenannten Metallspende des deutschen Volkes.
Von den Sammelplätzen aus gelangten die Glocken zur industriellen Weiterverarbeitung. Der größte Teil der eingezogenen Glocken ging so verloren. Ein kleinerer Teil blieb nach Kriegsende übrig und wurde in einer Jahre dauernden Identifizierungsaktion so weit als möglich den jeweiligen Heimatgemeinden zurückgegeben.

## Erster Weltkrieg

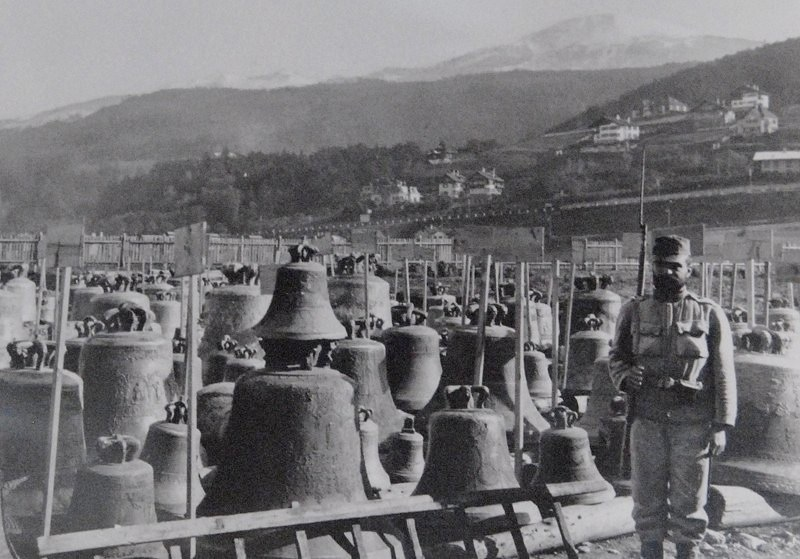
Glockenfriedhof im Innsbrucker Stadtteil Wilten im Ersten Weltkrieg, um 1917

### Österreich

#### Freiwillige Glocken-Aktion
Im Mai 1915 startete eine Aktion zur freiwilligen Abgabe von Kirchenglocken, nur Glocken aus dem 19. und 20. Jahrhundert standen zur Einschmelzung frei. Diese waren bis Mai 1917 verbraucht.

#### 1. Glocken-Aktion 1916/17
Als Norm für die erste Zwangsabgabe galt, dass zwei Drittel des Gesamtgewichts der Glocken eines jeden Pfarrbezirks abgenommen werden mussten. Der Erlös sollte als Glockenfonds angelegt werden und zur Neubeschaffung gleichwertiger Glocken nach dem Ersten Weltkrieg dienen. Die Abgabe der Glocken wurde damit als „Ausleihe“ an das Vaterland in schwerer Zeit gedeutet. Nach Wiederkehr geordneter Verhältnisse sollte es jeder Pfarrgemeinde möglich sein, die Geläute zu erneuern oder sogar zu vergrößern. Vereinbart war auch, dass die Glocken nicht vom Turm herabgeworfen werden dürfen und in ganzem Zustand abzuliefern sind.
Die erste „Glockenaktion“ wurde vom 27. September 1916 bis 25. Mai 1917 durchgeführt. Auf den Sammelplätzen wurden die Glocken gewogen und dokumentiert. Der Erlös für die abgelieferten Glocken musste in die V. Kriegsanleihe angelegt werden; diese wurde durch die Inflation in Deutschland wertlos.

#### 2. Glocken-Aktion 1917/18
Kaum waren die letzten Glocken aus der ersten Glockenaktion abgenommen, verlautbarte das Reichsgesetzblatt Nr. 227 die Inanspruchnahme aller Glocken, welche einen Durchmesser von mehr als 25 cm hatten. Ausgenommen waren Glocken von besonderem künstlerischen oder historischen Wert. Von den im 17. und 18. Jahrhundert gegossenen Glocken sollten nur jene mit besonderem figuralen oder ornamentalen Schmuck oder mit geschichtlich bedeutungsvollen Inschriften erhalten bleiben. Von den Glocken aus dem 19. Jahrhundert sollten nur einzelne exemplarische Objekte verschont werden.
Auf dringendes Ersuchen der bischöflichen Ordinariate bewilligte das Kriegsministerium am 11. Juni 1917, dass bei jeder Kirche wenigstens die jeweils kleinste Glocke verbleibe. Die zweite Glockenaktion wurde vom 20. November 1917 bis 12. April 1918 durchgeführt. Der Erlös musste in die VII. und VIII. Kriegsanleihe angelegt werden.
Die Glocken wurden in Glockenausweisen kategorisiert, um wertvolle Glocken so unter Schutz stellen zu können, wobei lediglich Glocken aus der Zeit vor 1600 geschützt blieben. Geschützte Glocken wurden zudem mit roter Farbe gekennzeichnet, um irrtümliche Abnahmen zu vermeiden. Glocken aus „Kupfer oder Kupferlegierungen (Bronze, Messing, Rotguß usw.)“ wurden in vier Kategorien eingeteilt:
1. Kategorie: Glocken, die aus Kupfer oder Kupferlegierungen bestehen, mit einem äußeren Durchmesser kleiner 25 cm werden nicht für Kriegszwecke in Anspruch genommen.
2. Kategorie: Glocken für Signalzwecke bei Eisenbahnen und auf Schiffen werden nicht für Kriegszwecke in Anspruch genommen.
3. Kategorie: Glocken mit besonderem künstlerischem oder historischem Wert, für dessen Feststellung die Organe des Staatsdenkmalamtes berufen sind, werden nicht für Kriegszwecke in Anspruch genommen. Im Zweifelsfalle entscheidet das Ministerium für Kultus und Unterricht. Die Entscheidung wird dem zuständigen Militärkommando mitgeteilt.
4. Kategorie: Glocken, die nicht zu Kirchen und Kapellen gehören, sind vom Besitzer dem örtlich zuständigen Militärkommando mit genauer Angabe der Adresse bis spätestens 6. Juni 1917 bekannt zu geben und dürfen vom Besitzer nicht veräußert oder verarbeitet werden. Vier Wochen nach Verlautbarung dieser Verordnung vom 22. Mai 1917 kann der Besitzer die Glocken an das zuständige Militärkommando veräußern oder das Militärkommando ist berechtigt, die in Anspruch genommenen Glocken einzuziehen oder erforderlichenfalls abzunehmen.

#### Auswirkungen
In Oberösterreich wurden bei der ersten Glockenaktion 1.137 Glocken mit einem Gewicht von knapp 553 Tonnen und in der zweiten Glockenaktion 561 Glocken mit über 182 Tonnen abgeliefert, in Summe also 1.698 Glocken mit 735 Tonnen Metall. Die gewichtsmäßig größten Ablieferer waren Stift Mondsee (4.364 kg), Stift Schlägl (3.030 kg), der alte Dom in Linz (2.937 kg) und die Stadtpfarrkirche Steyr (2.906 kg). Gänzlich verschont blieben in Oberösterreich die Glocken im Stift St. Florian, im Neuen Dom in Linz und in der Stadtpfarrkirche Schärding. Wertvolle alte Glocken blieben auch in der Pfarrkirche Mauthausen und in der Stadtpfarrkirche Freistadt erhalten. Bereits 1917 war die Glockengießerei St. Florian gegründet worden, um den Bedarf an neuen Glocken nach Kriegsende decken zu können.

### Deutsches Reich
Im Deutschen Kaiserreich wurden Glocken (und zwar nur solche aus Bronze) konfisziert, teilweise auch freiwillig abgeliefert, und auf Glockenfriedhöfen zwischengelagert. Dabei wurden die Glocken in drei Gruppen eingeteilt:
- Gruppe A: Glocken, für die eine Zurückstellung oder Befreiung gemäß Gruppen B oder C nicht infrage kam.
- Gruppe B

1. Glocken mit nur mäßigem wissenschaftlichen, geschichtlichen oder künstlerischen Wert bzw. wenn für in Gruppe C einzustufende Glocken noch keine endgültige Beurteilung vorlag (Kennwort „Kunstwert“).
2. Glocken, die als Geläut erforderlich waren, ohne dass die Befreiungsgründe 1) oder 3) geltend gemacht werden konnten (zu melden mit dem Kennwort „Läuteglocke“). In diesem Fall wurde nur die leichteste Bronzeglocke vorläufig zurückgestellt.
3. Glocken, für die eine Entschädigung unter den reinen Einbaukosten von Ersatzglocken (ohne die Kosten für die Ersatzglocke selbst) gezahlt worden wäre (Kennwort „hohe Einbaukosten“).

- Gruppe C: Glocken mit besonderem wissenschaftlichen, geschichtlichen oder künstlerischen Wert (sofern vom zuständigen Sachverständigen bescheinigt). Vor dem Vorliegen des Gutachtens waren die Glocken in Gruppe B einzustufen.

Für abzuliefernde Glocken wurde eine Entschädigung („Übernahmepreis“) gezahlt, und zwar
- für Glocken über 665 kg 2 Mark pro kg zuzüglich 1.000 Mark Grundgebühr
- für Glocken unter 665 kg 3,50 Mark pro kg (ohne zusätzliche Grundgebühr).

Schätzungen gehen davon aus, dass im Ersten Weltkrieg rund 65.000 Glocken eingeschmolzen wurden. Die Glocken von vor 1860 (Gruppe B und C) wurden verschont. Eine Publikation von 1954 spricht von 21.000 Tonnen Glocken, die abgegeben werden mussten – das entspricht einer Anzahl von  etwa 60.000 bis 70.000 Glocken (so soll der Verlust in Thüringen 3.000 bis 4.000 Glocken betragen haben).
Zur Förderung der Erinnerungskultur rief 1917 die Deutsche Gesellschaft für Volkskunde dazu auf, „Glockensprüche, Glockensagen und Glockenbräuche“ zu sammeln, was jedoch nur im Großherzogtum Mecklenburg-Schwerin in größerem Umfang erfolgte. Ansonsten begnügten sich die Einsender häufig mit der Beschreibung der Glocken und ihrer Abnahme. Nach Kriegsende befanden sich 365 der Einschmelzung entgangene, aber auch nicht inventarisierte Glocken bei der Berliner Metall-Mobilmachungsstelle. Daher wurde eine Liste mit detaillierten Beschreibungen zur Identifizierung der Glocken gedruckt, was zumindest in 250 Fällen auch gelang.

## Zweiter Weltkrieg

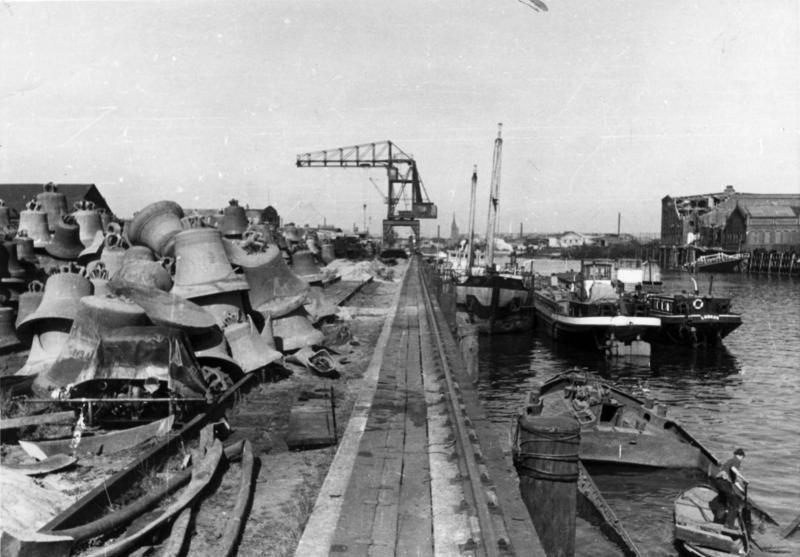
Hamburger Glockenfriedhof im Freihafen

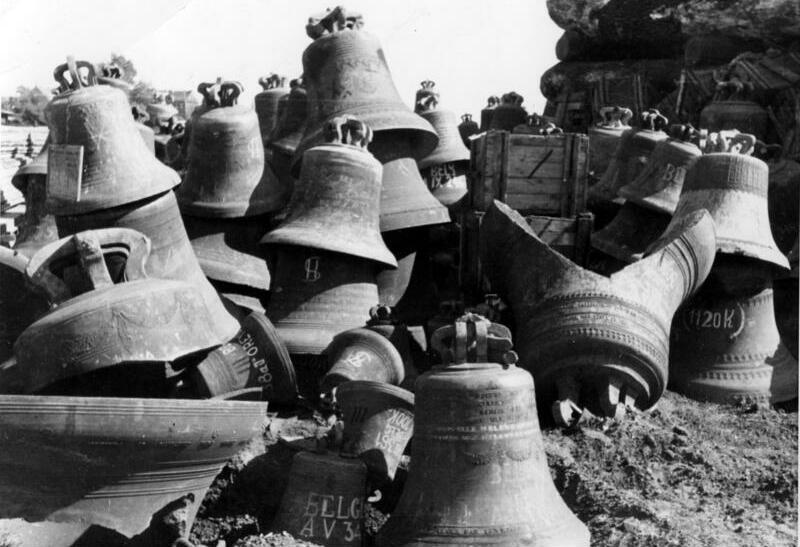
Hamburger Glockenfriedhof 1947

### Umstellung der Rohstoffzufuhr
Die Reichsstelle für Metalle in Berlin, eine ausführende Stelle des Reichswirtschaftsministeriums, steuerte die Zuteilung der Rohstoffe und die Verwendung der Produkte. In der Norddeutschen Affinerie wurden nach Kriegsbeginn die ausfallenden Erz- und Rohmetalllieferungen aus Übersee durch Lieferungen aus Norwegen, Finnland, Jugoslawien und der Türkei ersetzt. Ferner lieferte die Reichsstelle für Metalle ab 1940 Metalle aus der Metallspende des deutschen Volkes, requirierte Kirchenglocken aus Deutschland und den besetzten Gebieten, Bronzedenkmäler und Altmetall an die Hüttenwerke weiter.

### Requirierung der Glocken
Die NS-Verwaltung klassifizierte die Glocken in die Typen A, B, C und D. Die Typen C und D repräsentierten historisch wertvolle Glocken. Während A und B sofort hergegeben werden mussten, war Typ C in „Warteposition“, wohingegen Typ D geschützt war. Für den „Endsieg“ ließ manch ein Bürgermeister auch die historisch wertvolle Glocke (Typ D) vom Turm nehmen. Pro Kirche wurde nur eine Läuteglocke zugestanden, meistens die leichteste. Glocken aus dem 16. und 17. Jahrhundert und aus dem Mittelalter wurden nicht grundsätzlich verschont. Stahlglocken wurden nicht eingezogen.
In den Niederlanden wurden im Zeitraum von Ende 1942 bis Anfang 1943 Glocken konfisziert, aus den Kirchtürmen abgeseilt, in Zwischenlagern gesammelt und dann per Schiff nach Deutschland abtransportiert.

### Einschmelzung der Glocken
Schätzungen gehen davon aus, dass im Zweiten Weltkrieg rund 45.000 Glocken in Deutschland dem von der NS-Führung befohlenen Glocken-Sterben zum Opfer fielen. Allein im Gebiet der Evangelisch-Lutherischen Kirche in Thüringen waren es 2.584 Glocken. Darüber hinaus wurden noch weitere 35.000 Glocken aus den besetzten Gebieten eingeschmolzen.
Die Glocken gingen hauptsächlich an die Hüttenwerke Norddeutsche Affinerie und Zinnwerke Wilhelmsburg, beide in Hamburg. In der Norddeutschen Affinerie wurden ab 1941 Kirchenglocken der A-, B-, C-Kategorie vorwiegend mit Eisenbahnwaggons angeliefert. A-Glocken wurden sofort verarbeitet, B- und C-Glocken zurückgestellt. Der festgestellte Wert musste sofort an die Reichsstelle für Metalle bezahlt werden. Zunächst wurde ein vorhandener Konverter, ab Juli 1942 wurden zwei Konverter in der nordwestlichen Anbauhalle der Kupferraffineriehütte eingesetzt.

### Glockenfriedhöfe
„Nach ihrer Abnahme von den Türmen wurden die Glocken gesammelt und durch die Kreishandwerkerschaften in Schiffsladungen und Güterzügen den Hüttenwerken zugeführt. Wegen der günstigen und damals noch ungestörten Verkehrsverbindungen erhielten die beiden Hüttenwerke in Hamburg den weitaus größten Teil aller Glocken. Die anderen deutschen Kupferhütten in Oranienburg, Hettstedt, Ilsenburg, Kall und Lünen wurden an der Verschrottung in geringerem Maße beteiligt.“

#### Glockenfriedhof in Hamburg-Veddel
Beim Glockenfriedhof in Hamburg-Veddel (auch Glockenlager genannt) handelte es sich um ein großes Gelände, das ehemalige Holzlager am Reiherstieg, in der Nähe des Hamburger Hafens, das zur Zwischenlagerung von Kirchenglocken aus dem gesamten Deutschen Reich und den damals besetzten Gebieten diente. Die Glocken wurden wegen Platzmangels pyramidenförmig gestapelt und wurden dadurch und durch die Bombardierung beschädigt.
Zwischen 1939 und 1945 wurden zahlreiche, zum Teil auch berühmte Glocken und Bronzedenkmäler bei der Norddeutschen Affinerie eingeschmolzen und gingen damit für immer verloren. Insgesamt wurden etwa 90.000 Glocken nach Hamburg geschafft, von denen etwa 75.000 eingeschmolzen wurden.
Alleine auf dem Glockenfriedhof in Hamburg-Veddel warteten bei Kriegsende noch weit über 10.000 Glocken auf den Schmelzofen.

#### Glockenfriedhof am Kaiserkai in Hamburg
Der Fotograf Heinrich Hamann fotografierte nach Kriegsende die Zerstörungen im Hamburger Hafen durch den Zweiten Weltkrieg. Diese Bilder sind im Archiv des Internationalen Maritimen Museums aufbewahrt (übernommen aus dem Hamburger Archiv Fuchs). Ein Bild zeigt den Kaiserkai als Glockenlager zwischen Sandtorhafen und Schuppen 10.

#### Weitere Glockenfriedhöfe
Glockenfriedhöfe gab es insbesondere in der Nähe von Hüttenwerken. Bei Kriegsende lagerten Glocken neben dem Standort in Veddel an folgenden Sammelplätzen:
- Hamburg-Harburg
- Oranienburg, 300 Glocken
- Hettstedt, Mansfelder Kupferschieferbergbau AG, 400 Glocken
- Ilsenburg, 600 Glocken
- Lünen, Hüttenwerke Kayser, 2000 Glocken
- Wien – Vom Wiener Glockenfriedhof wurden die Glocken nach Hamburg weitertransportiert[20]

### Rückführung erhaltener Glocken
Nach der deutschlandweiten Beschlagnahme der Glocken kamen auf den Lagerhöfen der Schmelzhütten und auf den Glockenfriedhöfen Zehntausende von Glocken zusammen. Dort wurden sie aus Platzmangel doppelt oder mehrfach übereinander gestapelt. Die Folgen zeigten sich bei vielen nach Kriegsende zurückgeführten Glocken nach längerem Läuten: sie zersprangen, weil sie (für das Auge nicht sichtbare) Haarrisse hatten.
Die jeweils nach Kriegsende in den Glockenfriedhöfen verbliebenen, d. h. noch nicht eingeschmolzenen, Glocken wurden nach Möglichkeit zurückgeführt, was aber aufgrund mangelnder Zuordnung nicht immer möglich war.
Friedrich Wilhelm Schilling (1914–1971) war nach dem Zweiten Weltkrieg als Kustos des Glockensammellagers Hamburg und wie sein Onkel Franz August Schilling in Apolda bei der Rückführung der Glocken tätig. Er sorgte für die Rückführung von mehr als 13.000 Glocken, die im Hamburger Freihafen lagerten und vom Einschmelzen verschont geblieben waren.
Nach aufwändigen, teilweise Jahre dauernden Identifizierungsmaßnahmen von Vertretern der Kirche und des Denkmalschutzes im Glockenbüro, dem späteren Ausschuss für die Rückführung der Glocken (ARG), wurden die meisten dieser Glocken wieder an ihre Heimatgemeinden zurückgegeben. Bei Glocken aus den ehemaligen deutschen, nun aber polnischen bzw. sowjetischen Ostgebieten war die Rückführung wegen der politischen Verhältnisse nicht möglich. Außerdem wurden die Kirchengemeinden in der Sowjetunion und in Polen enteignet und im Falle von Polen richteten sich römisch-katholische Gemeinden in den Kirchengebäuden ein. Deshalb gab es nur selten eine Zustimmung zur Rückführung und die Glocken wurden an westdeutsche Kirchengemeinden übergeben; man nannte sie Leihglocke oder Patenglocke.
Bei der Rückführung der Glocken nach Belgien und Polen kam es zu Diebstählen von Glocken (was wegen des hohen Kupferpreises lukrativ war). Manche wurden auch im Hamburger Hafen gestohlen und manche auf dem Glockenfriedhof der Hüttenwerke Kayser in Lünen.

## Dokumentation der Glocken
Es gibt ein Glockenarchiv des Ausschusses für die Rückführung der Glocken (ARG), das im Germanischen Nationalmuseum in Nürnberg aufbewahrt wird. Die Glocken in Deutschland, soweit möglich auch die abgegangenen, sind in einem Glockenatlas registriert und fotografiert. Akten des Ausschusses zur Rückführung von Kirchenglocken befinden sich im Evangelischen Zentralarchiv in Berlin.